# Escola Militar (Portugal)
Para obter informação sobre outras instituições de Portugal e do Brasil genericamente designadas "Escolas Militares" veja Escola Militar.
Escola Militar foi a designação dada à academia de formação de oficiais do Exército Português no período de 1919 a 1938. A Escola Militar resultou da transformação, por reorganização, da Escola de Guerra que havia sido criada em 1911 em consequência da proclamação da República Portuguesa. Apesar da mudança de designação, que seria aliás não chegaria a durar duas décadas, os objectivos da instituição não se alteraram significativamente.
Escola Militar foi assim uma das designações da instituição que deu origem à actual Academia Militar, hoje um estabelecimento militar de ensino superior, integrado no sistema universitário português, que forma oficiais para os quadros do Exército Português e da Guarda Nacional Republicana. A sua divisa, mantida da anterior Escola, é Dulce et Decorum est pro Pátria Mori (É doce e honroso morrer pela Pátria).
A instituição teve as seguintes denominações:
- Academia Real de Fortificações, Artilharia e Desenho - de 1641 a 1837
- Escola do Exército - de 1837 a 1910
- Escola de Guerra - de 1911 a 1919
- Escola Militar - de 1919 a 1938
- Escola do Exército - de 1938 a 1959.
- Academia Militar - a partir de 1959.